# Nikołaj Tierieszczenko
Nikołaj Dmitrijewicz Tierieszczenko (ros. Николай Дмитриевич Терещенко, ur. 7 listopada 1930 w chutorze Nowomirowskij w rejonie nieftiekumskim w Kraju Stawropolskim, zm. 29 maja 1989 w Moskwie) – przewodniczący kołchozu „Put' k Kommunizmu”, dwukrotny Bohater Pracy Socjalistycznej (1982 i 1986).
Ukończył technikum w Kisłowodzku, pracował w Kraju Stawropolskim m.in. jako zootechnik, od 1955 był członkiem KPZR. W 1960 ukończył Północnoosetyjski Instytut Rolniczy, potem pracował jako inspektor państwowy w instytucjach rolnych, a od 10 grudnia 1961 do końca życia był przewodniczącym kołchozu „Put' k Kommunizmu” w rejonie stiepnowskim. Wniósł duży wkład w rozwój produkcji rolnej w tym rejonie. Od 1981 zastępca członka, a 1986-1989 członek KC KPZR. Od 1975 deputowany do Rady Najwyższej RFSRR od 9 do 11 kadencji.

## Odznaczenia
- Medal Sierp i Młot Bohatera Pracy Socjalistycznej (dwukrotnie - 12 marca 1982 i 4 października 1986)
- Order Lenina (trzykrotnie - 22 lutego 1978, 12 marca 1982 i 7 października 1986)
- Order Rewolucji Październikowej (6 września 1973)
- Order „Znak Honoru” (8 kwietnia 1971)
- Medal „Za ofiarną pracę w Wielkiej Wojnie Ojczyźnianej 1941–1945”

I medale.